# Brachycerasphora
Brachycerasphora este un gen de păianjeni din familia Linyphiidae.
Cladograma conform Catalogue of Life:
| Brachycerasphora | \| \| Brachycerasphora connectens \| \| \| \| \| \| Brachycerasphora convexa \| \| \| \| \| \| Brachycerasphora femoralis \| \| \| \| \| \| Brachycerasphora monocerotum \| \| \| \| \| \| Brachycerasphora parvicornis \| \| \| \| |
|                  | \| \| Brachycerasphora connectens \| \| \| \| \| \| Brachycerasphora convexa \| \| \| \| \| \| Brachycerasphora femoralis \| \| \| \| \| \| Brachycerasphora monocerotum \| \| \| \| \| \| Brachycerasphora parvicornis \| \| \| \| |
|                  | Brachycerasphora connectens |
|                  | |
|                  | Brachycerasphora convexa |
|                  | |
|                  | Brachycerasphora femoralis |
|                  | |
|                  | Brachycerasphora monocerotum |
|                  | |
|                  | Brachycerasphora parvicornis |
|                  | |